# Економічне місто Короля Абдалли
Економічне місто Короля Абдалли (араб. مدينة الملك عبدالله الإقتصادية) — місто, в стадії будівництва і має до 2030 року перерости у місто з мільйоном мешканців в Саудівській Аравії. Містобудування KAEM є основним елементом „Vision 2030“ для Саудівської Аравії після нафтової ери.
Проект містобудування був представлений громадськості в 2005 році. Король Абдалла ібн Абдель Азіз Аль Сауд 20 грудня 2005 року заклав фундамент для запланованого міста, яке носить його ім'я. Проектом керує Генеральне управління інвестицій Саудівської Аравії (SAGIA). У будівництві задіяні дубайський розробник Emaar Properties та Saudi Binladin Group.

## Огляд
Загальна площа забудови в 173 км² місто розташоване уздовж узбережжя Червоного моря, приблизно за 100 км на північ від Джидди, комерційного центру Саудівської Аравії. Загальна вартість проекту становить близько 207 мільярдів SR.
Окрім нових промислових споруд та великої кількості житла, також заплановано будівництво хмарочосів, які мають формувати зовнішній вигляд Саудівської Аравії та всього Близького Сходу. Трохи південніше, поблизу села Тувань, споруджено Науково-технологічний університет імені короля Абдалли, що розташовано у мангровому заповіднику.
Нове місто заплановано на 2 мільйони жителів та ще 1,8 мільйона в агломерації.

## Райони міста
Місто поділено на шість основних районів: промислова зона, морський порт, житлові райони, морський курорт, навчальна зона та центральний діловий район, що має у своєму складі Фінансовий острів.

### Промислова долина
Промислова зона, має площу 63 км² — виділено під промислові та легкі виробничі споруди, визначені як ключові рушії для економіки Саудівської Аравії, і тепер вони можуть приймати 2700 промислових орендарів. Створені робочі місця оцінюються у промисловій та легкій промисловості — 330 000; дослідження та розробки — 150 000; бізнес та офіс — 200 000; послуги — 115 000; туризм — 60 000; освіта та комунальні послуги — 145 000. Планована "Долина пластмас". у межах зони використовуватиме сировину, доступну в Саудівській Аравії для виробництва високоякісних пластмас, які використовують в автомобільній, біомедичній, будівельній промисловості та харчовій упаковці. Станом на квітень 2016 року, 127 компаній підписали договори на будівництво та експлуатацію заводів у місті.

### Порт короля Абдалли
Порт короля Абдалли, має площу 17 км², має бути найбільшим у регіоні з товарообігом понад TEU|20 мільйонів контейнерів на рік. Перша концесія була надана Національному контейнерному терміналу (NCT), і 2020 роки оператор працює на чотирьох причалах для контейнерів. Порт матиме можливості для обробки вантажів і сухої маси, а також буде обладнаний для приймання найбільших світових суден, зокрема, своїми найсучаснішими кранами "Судно до берега", здатними обробляти 25 контейнерів і з осадкою судна -18м.
В 2018 році порт Короля Абдалли посів друге місце серед найшвидше зростаючих портів у світі.

### Житлові райони
У житловій зоні планується спорудити 260 000 квартир та 56 000 вілл. Район  розділений на менші житлові, комерційні та рекреаційні зони. Парки та зелені насадження будуть широко використовуватися у всій житловій зоні. За оцінкою, тут розміщується близько півмільйона жителів та ще десять тисяч туристів. Кожен район має власні загальнодоступні установи, такі як мечеті, крамниці та місця для відпочинку.

### Морський курорт
Зона курортів буде створена сподіваючись залучити як місцевих, так і міжнародних туристів. До неї увійдуть готелі, торгові центри та інші рекреаційні об’єкти. Кількість готельних номерів та апартаментів має скласти 25 000 готельних номерів у понад 120 готелях. Має бути побудовано поле для гольфу, кінний клуб, яхт-клуб та низку водних видів спорту.

### Навчальна зона
Навчальна зона має складатись з університетського містечка, яке оснащене двома парками досліджень та розробок та розраховане на 18 000 студентів, а також 7500 викладачів та співробітників.

### Центральний діловий район
Центральний діловий район (ЦДР) має запропонувати 3,8 км² офісних приміщень, готелів та комерційних приміщень змішаного використання.